# جوليان جلال الدين فايس
جوليان جلال الدين فايس (18 أكتوبر 1953-2 يناير 2015) كان موسيقيًا وملحنًا فرنسيًا ومؤسس فرقة الكندي الموسيقية ، وهي فرقة موسيقية صوفية مقرها حلب ، سوريا . 

## سيرته الشخصية
ولد في 18 أكتوبر 1953 في باريس لأم سويسرية ألمانية وأب من الألزاس ، جوليان فيس ، عازف الجيتار للتدريب الكلاسيكي الذي تعلمه من مدرسة نورمال دي ميوزيك دي باريس كطالب ، وقع في حب الموسيقى العربية في عام 1976 عندما التقى منير بشير سيد العود العراقي. ثم شرع في دراسة هذه الآلة والقوانين المصقولة التي تحكم الموسيقى الشرقية ذات النغمات الدقيقة.
تخلى جوليان فايس عن العود من أجل القانون ، وهو نوع من آلات الوترية الشرقية التي تعلمها من أساتذة عظماء في مختلف بلدان الشرق الأوسط ، وقد أسس في عام 1983 الفرقة الموسيقية التي ابتكرها الكندي على أنها تخت (مجموعة من العازفين المنفردين) مكرسة ل موسيقى الوطن العربي.  بعد ثلاث سنوات ، في عام 1986 ، اعتنق الإسلام واتخذ اسم جوليان جلال الدين فايس تكريما لجلال الدين محمد الرومي . خلال مسيرته ، قدم فايس أكثر من خمسمائة حفل موسيقي ، ولا سيما في مسرح باريس ، ومعهد العالم العربي في باريس ، ومهرجان بيت الدين في لبنان ، وقاعة كارنيجي في نيويورك ، ونوز دي فورفيير في ليون . ، وكذلك في مدن مثل هونغ كونغ وساو باولو وواشنطن . في عام 2001 ، حصل على وسام الفنون والآداب من الجمهورية الفرنسية .  توفي فايس بمرض السرطان في 2 يناير كانون الثاني 2015 في باريس عن عمر يناهز 61 عامًا. تم دفنه في مقبرة Père Lachaise في باريس ، فرنسا . 

## ثناء
استشهد الروائي الفرنسي ماتياس إينارد بوفاته في روايته Boussole (المترجمة إلى الإنجليزية باسم Compass ).

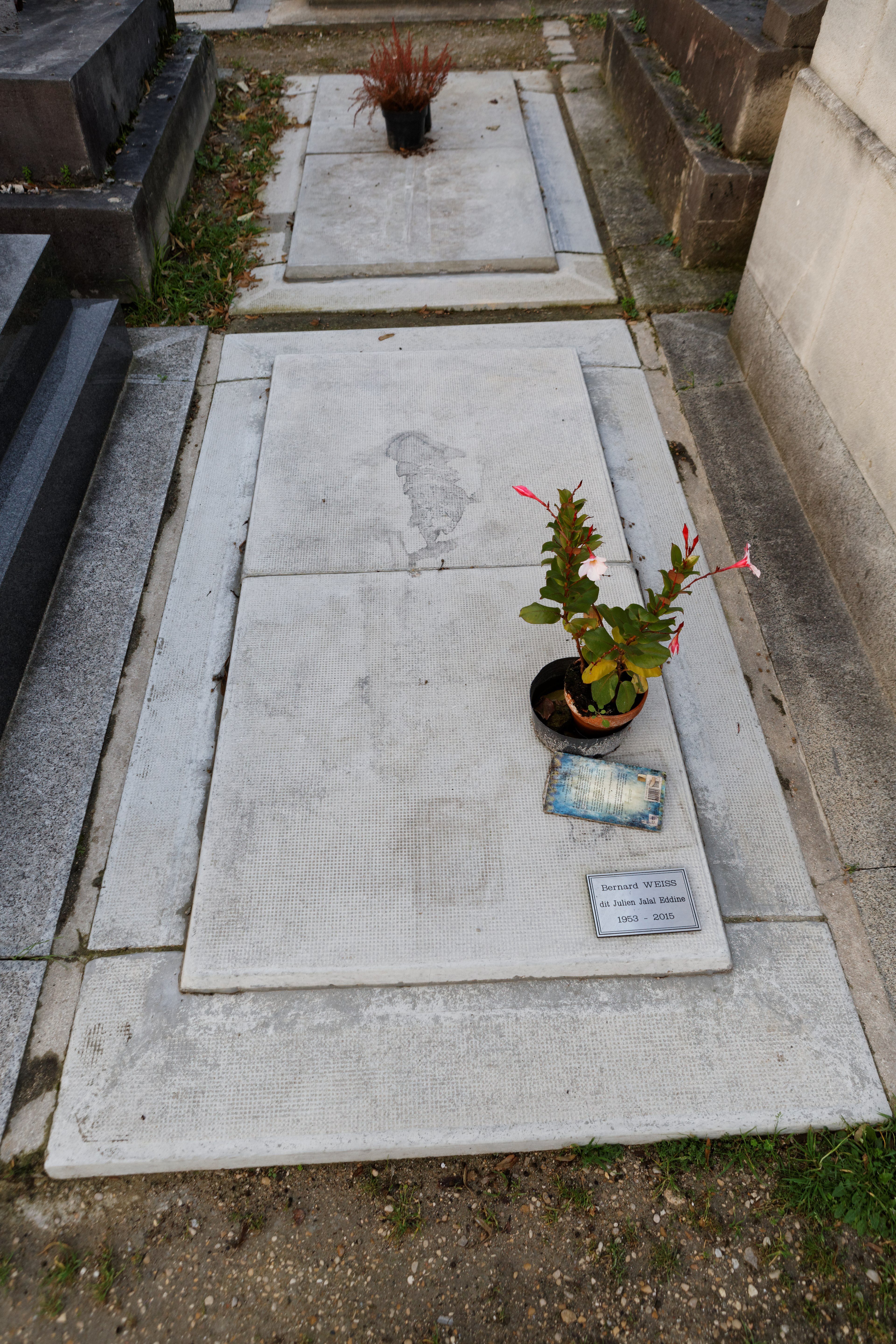
قبر جوليان فايس في مقبرة بير لاشيز .